# The Eye (filme de 2002)
The Eye (2002) é um filme do gênero terror.

## Sinopse
Em The Eye acompanhamos a trajetória de Mann, garota cega desde os 5 anos de idade,agora aos 18 ela se submete à um transplante de córneas. Mas o que era o seu maior sonho se torna seu pior pesadelo.Mesmo antes de sua visão ficar nítida, Mann começa a ter horríveis visões de figuras sombrias que anunciam mortes súbitas que a perseguem e assombram em seu dia a dia.